# Наре
Наре (пол. Narie) — озеро в Польщі на території Вармінсько-Мазурського воєводства. Озеро за походженням Льодовикове. Площа водного дзеркала становить 12,6 км ². Максимальна глибина становить 45 м. Довжина озера становить 10 км, а ширина коливається від 0,15 до 3 км. Близько до озера можна спостерігати багатьох птахів. В озері водиться така риба: щука, судак, лин, окунь, плотва, минь, лящ і вугор. В озері розташовані 19 островів.